# Karl Wendlinger
Karl Wendlinger (* 20. Dezember 1968 in Kufstein) ist ein ehemaliger österreichischer Automobilrennfahrer. Er fuhr von 1991 bis 1995 in der Formel 1 und war von 2002 bis 2003 aktiver Fahrer in der DTM. Ab 2004 fuhr er in der FIA-GT-Meisterschaft.

## Karriere

### Die Zeit vor der Formel 1
Seine ersten Schritte machte Wendlinger 1983 im Kart. Er überzeugte durch gute Leistungen und startete 1988 in seine erste Formel-3-Saison, die er als Österreichischer Staatsmeister abschloss. Im folgenden Jahr gewann er die Deutsche Meisterschaft in der Formel 3. Damit erzeugte er genug Aufmerksamkeit um sich 1990 einen Startplatz beim Mercedes-Werksteam in der Sportwagen-Weltmeisterschaft zu sichern. Zum Team gehörten unter anderem Jochen Mass, Heinz-Harald Frentzen und Michael Schumacher.

### Die Zeit in der Formel 1
1991 holte Wendlinger mit dem Sauber-Mercedes-Team die Sportwagen-Weltmeisterschaft. Dieser Erfolg bescherte ihm 1991 seine ersten beiden Formel-1-Rennen in einem Leyton-House-Ilmor. Nachdem der junge Konstrukteur Adrian Newey bereits bei seinem Debüt in der Formel 1 das schwierige Chassis überarbeitete, war der Monoposto wie verwandelt und erlaubte Wendlinger beachtliche Platzierungen und Punkteränge. Sein Engagement setzte er 1992 bei March-Ilmor und 1993 bei Sauber-Mercedes fort.
Im Freien Training zum Großen Preis von Monaco in der Formel-1-Weltmeisterschaft 1994 verunglückte Wendlinger schwer. Auf dem schnellsten Abschnitt des Stadtkurses nach dem Tunnel verlor er die Kontrolle über sein Fahrzeug und raste in die Begrenzungsmauer der Hafenschikane. Beim Aufprall stieß sein Kopf durch die damals noch niedrigen Cockpitbegrenzungen an das Hindernis. Wendlinger erlitt erhebliche Hirnprellungen sowie eine Beinverletzung, die sein rechtes Kniegelenk versteifte und ihn in der Folgezeit behindern sollte. Er lag mehrere Wochen im Koma und konnte 1994 keine Rennen mehr fahren. 1995 startete er bei sechs Formel-1-Rennen, konnte aber nicht mehr an alte Leistungen anknüpfen. Da er in der Folge keinen weiteren Vertragspartner fand, beendete Wendlinger seine Formel-1-Karriere.

### Die Zeit nach der Formel 1
Karl Wendlinger unterschrieb einen Vertrag bei Audi und startete 1996 im Super-Tourenwagen-Cup (STW-Cup). Im folgenden Jahr nahm er an der Italienischen Tourenwagen-Meisterschaft teil. Von 1997 bis 1999 folgte ein Abstecher in die FIA-GT-Meisterschaft mit einer Chrysler Viper GTS-R, die er 1999 als Meister verließ. Für seine Leistungen in der Saison wurde er am Jahresende zudem zu Österreichs Motorsportler des Jahres 1999 gekürt.

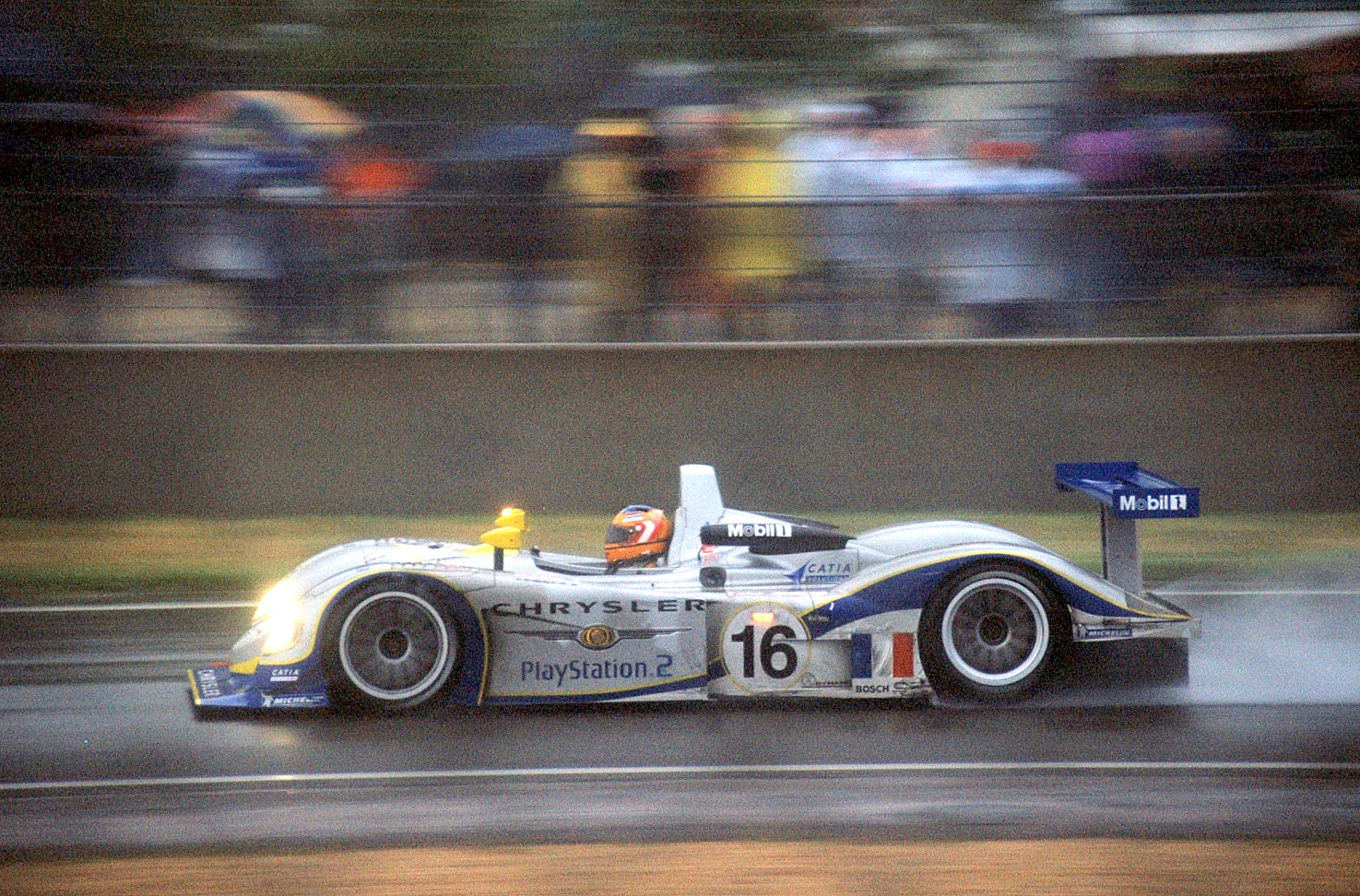
Am Steuer eines Chrysler LMP beim 24-Stunden-Rennen von Le Mans 2001

ORECA, die bereits zur Saisonmitte mit Wendlinger und Tommy Archer in die American Le Mans Series eingestiegen war, wechselte im Jahr 2000 komplett in die amerikanische Rennserie. Dabei bildete Karl Wendlinger, wie im Vorjahr, mit Olivier Beretta eine Fahrerpaarung. Er und Beretta siegten am Jahresende in der GTS-Kategorie und gewannen zudem das 24-Stunden-Rennen von Daytona.
2001 nahm er wieder für Audi am STW-Cup teil und startete zusätzlich in der V8-Star-Meisterschaft im Zakspeed-Team. 2002 wechselte er in die DTM, in der er für Abt-Audi insgesamt glücklos an den Start ging. Seit der Saison 2004 fuhr Wendlinger wieder in der FIA-GT-Meisterschaft. Dazu wurde er 2004 von JMB Racing verpflichtet, bei denen er zunächst einen Ferrari 575 Maranello GTC und im darauf folgenden Jahr einen Maserati MC12 pilotierte. 2006 verpflichtete das neu gegründete, österreichische Team „Racealliance“ den Kufsteiner. Zusammen mit seinem Teamkollegen Philipp Peter feierte er auf seinem Aston Martin DBR9 unter anderem einen Sieg in Mugello.
In der Saison 2007 fuhr Wendlinger weiter für das Team, das nach einer Umstrukturierung nun „Jetalliance Racing“ heißt. Nach Siegen in Monza, Adria und Zolder wurde Karl Wendlinger, zusammen mit seinem diesjährigen Teamkollegen Ryan Sharp aus Schottland, Zweiter in der FIA-GT Fahrer-Meisterschaft, mit 57 Punkten 4 Punkte hinter Thomas Biagi auf einem Maserati MC12. Am Ende der Saison 2007 wurde Karl Wendlinger aufgrund seiner herausragenden Leistung von der Obersten Nationalen Sport-Kommission zu Österreichs Motorsportler des Jahres 2007 gekürt.
FIA-GT-Saison 2008 startete Wendlinger weiterhin mit Teamkollegen Ryan Sharp und gewann den Saisonauftakt in Silverstone. Ein weiterer Sieg folgt beim vierten Lauf zur FIA-GT in Oschersleben. Beim folgenden Saisonhöhepunkt, dem 24-Stunden-Rennen von Spa-Francorchamps fiel das Fahrzeug jedoch nach einem Unfall aus. Im folgenden Lauf in Bukarest zog das Team beide Fahrzeuge wegen einer schadhaften Motoraufhängung vom Start zurück. Der Rückstand in der Meisterschaft war zu diesem Zeitpunkt schon so groß, dass selbst der folgende Sieg in Brno und einer weiteren Podiumsplatzierung nicht mehr reichten, um an das Ergebnis des Vorjahres anzuknüpfen. Das Team trat zum Saisonabschluss in San Luis nicht an und beendete anschließend sein Engagement in der FIA-GT-Meisterschaft.
In der Saison 2009 ging Karl Wendlinger zusammen mit seinem vorjährigen Teamkollegen Ryan Sharp für das neue tschechische Team „KplusK Motorsport“ mit einem überarbeiteten Saleen S7R wieder in der FIA-GT-Meisterschaft an den Start. Trotz eines Siegs beim Auftaktrennen in Silverstone verlief die Saison für den Tiroler enttäuschend. Ein weiterer Sieg beim Rennen am Hungaroring in Budapest wurde nachträglich aberkannt, da Wendlingers Saleen nicht dem technischen Reglement entsprach. Aufgrund finanzieller Probleme des Teams konnten Wendlinger und Sharp bei mehreren Rennen der Saison 2009 nicht an den Start gehen. Karl Wendlinger trennte sich daher zu Saisonende von „KplusK Motorsport“.
2010 wurde die FIA-GT-Meisterschaft zugunsten der FIA-GT1-Weltmeisterschaft eingestellt. Karl Wendlinger sicherte sich ein Cockpit beim Swiss Racing Team und bestritt mit dem Schweizer Henri Moser auf einem Nissan GT-R GT1 die Weltmeisterschaft. Die Abstimmung des Wagens erwies sich als äußerst problematisch, sodass Wendlinger und Moser häufig nicht konkurrenzfähig waren. Im Vergleich zum Mitbewerberteam Sumo Power, das ebenfalls auf Nissan die Saison bestritt und sogar zwei Saisonläufe (Silverstone und Portimão) gewinnen konnte, hatte man entscheidende Erfahrungsnachteile. Sumo Power hatte bereits außer Konkurrenz in der Saison 2009 als Entwicklungsteam an der Meisterschaft mit dem Nissan GT-R GT1 teilgenommen und dabei wertvolle Erkenntnisse für die Abstimmung des Wagens gewonnen. Auch das 2010 in Kraft getretene technische Reglement der Rennserie begünstigte das Swiss Racing Team nicht. Die FIA gestattete den Teams in der Saison 2010 mit den Fahrzeugen der Saison 2009 anzutreten, obwohl diese den aktuellen technischen Vorgaben der FIA nicht entsprachen. Um den daraus resultierenden Leistungsvorteil der alten Rennfahrzeuge zu kompensieren, führte die FIA ein Vergleichsverfahren der Fahrzeuge durch (genannt „Balance of Performance“) und belegte danach bestimmte Fahrzeuge mit technischen Auflagen. Trotz dieses Verfahrens glückte ein Ausgleich nicht zufriedenstellend. Fahrzeuge nach dem neuen Reglement wie der von Wendlinger/Moser gesteuerte Nissan GT-R GT1 waren benachteiligt. Zudem gab es technische Defekte und Unfälle, die das Fahrerduo Wendlinger/Moser mehrmals zum Aufgeben zwangen. Summa summarum konnte sich Karl Wendlinger nur zweimal in den Punkten platzieren (10. Platz in Brünn, 10. Platz Nürburgring).
2011 startete Karl Wendlinger neuerlich in der FIA GT1-Weltmeisterschaft für das Swiss Racing Team rund um Teamchef Othmar Welti mit einem Lamborghini Murcielago LP 670 R-SV, den die Schweizer vom deutschen Team Reiter Engineering übernommen hatten. Sein Teamkollege war der Niederländer Peter Kox. Im ersten Saisonrennen in Abu Dhabi konnte sich das Duo im Mittelfeld platzieren (P10 Qualifikationsrennen/P7 Championship-Rennen). Bei der zweiten Runde der Saison in Zolder kamen Wendlinger und Kox mit P4 im Qualifikationsrennen als auch im Championship-Rennen dem Podium sehr nahe. Beim folgenden Rennen in Portimão landete das österreichisch-niederländische Rennduo im Qualifikationsrennen auf P10 und im Championship-Rennen auf P5. Beim vierten Saisonlauf am Sachsenring wurde die Saison jäh beendet. Im Qualifikationsrennen schafften sie es nur auf P12. Ausschlaggebend dafür war eine Strafversetzung auf den letzten Startplatz, da Wendlinger im Qualifying unter roter Flagge überholt hatte. Im Championship-Rennen geriet der Lamborghini von Wendlinger und Kox unverschuldet in eine Karambolage nach dem Start. Der Schaden am Wagen ließ eine Fortsetzung des Rennens nicht mehr zu. Die Beschädigung am Fahrzeug war derart gravierend, dass SRT die Wiederherstellung nicht mehr möglich war. Die Saison war damit für Karl Wendlinger beendet. Im Gesamtklassement der Weltmeisterschaft 2011 belegte er P16. In der ILMC-Serie hatte der Tiroler noch einen Gaststart in einem Lotus Evora GTE für das Jetalliance Racing Team beim Rennen in Silverstone.
In der Saison 2012 wechselte Karl Wendlinger zum belgischen Team KRK Racing, das in der Blancpain Endurance Series an den Start ging. In einem Dreierteam mit Koen Wauters und Anthony Kumpen pilotierte er einen Mercedes-Benz SLS AMG GT3 in der Profiklasse der Rennserie. Im ersten Rennen der Saison in Monza konnte der 3. Platz (Gesamtwertung und Klassenwertung) errungen werden. Im darauf folgenden Lauf in Silverstone belegte das Trio den Gesamtplatz 13 (Klassenwertung 7. Platz). Eine der Flügeltüren des Mercedes-Benz SLS AMG GT3 ging während Wendlingers Stint auf, was zu einem ungeplanten Boxenstopp und damit verbunden zu Zeitverlust führte. Zu weiteren Einsätzen in der Rennserie kam es nicht mehr, da sich der Sponsor des KRK Racing Teams zurückzog. Das Team meldete daher in den verbleibenden Rennen der Saison nur mehr einen Wagen in der Amateurklasse der Blancpain Endurance Series an. Im August 2012 trat Karl Wendlinger als Gaststarter des Teams SMS Seyffarth Motorsport gemeinsam mit Jan Seyffarth bei einem Rennen der ADAC GT-Masters Serie am EuroSpeedway Lausitz in einem Mercedes-Benz SLS AMG GT3 an. Beim ersten Rennen des Wochenendes kollidierte Wendlinger auf Platz 13 liegend bei seinem Stint und wurde damit an das Ende des Feldes zurückgeworfen (Platz 27). Dementsprechend startete das Duo Wendlinger/Seyffarth beim zweiten Rennen des Wochenendes von einem schlechten Startplatz und brachte den Wagen an 23. Position ins Ziel. Ebenfalls für das Team SMS Seyffarth Motorsport fuhr Karl Wendlinger beim Saisonfinale der International GT Open in Barcelona am Circuit de Catalunya. Er teilte sich das Cockpit bei diesem Rennen mit seinem Tiroler Landsmann Dominik Baumann, dem damaligen FIA-GT3 Europameister. Beim ersten Rennen des Wochenendes belegte das Duo aus Tirol trotz einer 15-Sekunden-Zeitstrafe Platz 5 in der GTS-Klasse. Aufs Podest schafften sie es beim zweiten Rennen des Wochenendes, das sie auf Platz 3 liegend beenden konnten.
Im Jahr 2013 nahm Karl Wendlinger als Markenbotschafter von AMG am historischen Sportwagenrennen Mille Miglia teil. Gemeinsam mit seinem ehemaligen Mentor Jochen Mass steuerte er einen Mercedes-Benz SS, Baujahr 1930. Zudem ging er bei der Oldtimer-Rallye Silvretta Classic 2013 mit einem Mercedes AMG W109 300SEL 6.3 („Rote Sau“) an den Start. Einen weiteren Einsatz hatte Karl Wendlinger beim 24-Stunden-Rennen von Spa-Francorchamps. Das britische Fortec Motorsport-Team engagierte den Tiroler für das Rennen, das er gemeinsam mit den Briten Alex Brundle und Oli Webb in einem Mercedes SLS AMG GT3 in der Profi-Klasse bestritt. Das Trio ging vom 37. Startplatz aus ins Rennen. Nach etwa fünf Stunden wurde die Kardanwelle des Wagens defekt. Nach dreistündiger Reparatur konnte der Wagen danach ins Rennen zurückkehren. Es folgten weitere unplanmäßige Boxenstopps wegen eines Defekts an der Servolenkung, eines Reifenplatzers und eines Problems am Radsensor. Schließlich erreichte der Wagen das Ziel auf Gesamtplatz 31 (Klassenplatz 13).

## Tätigkeit für Medien
Karl Wendlinger ist seit 2010 als Co-Moderator für den ORF bei Formel-1-Rennen tätig. Zudem ist er häufig bei der Sendung „Sport und Talk aus dem Hangar 7“ bei Servus TV als Formel-1-Experte zu Gast. Im Februar 2012 wurde Karl Wendlinger zum Mercedes-AMG Markenbotschafter neben Bernd Schneider und David Coulthard ernannt und ist Instruktor der AMG Driving Academy.

## Persönliches
Wendlinger ist verheiratet und hat zwei Kinder. Sein Sohn Jonas (* 2000) ist Fußballspieler.

## Statistik

### Statistik in der Formel-1-Weltmeisterschaft

#### Gesamtübersicht
| Saison | Team                   | Chassis            | Motor                 | Rennen | Siege | Zweiter | Dritter | Poles | schn. Rennrunden | Punkte | WM-Pos. |
| ------ | ---------------------- | ------------------ | --------------------- | ------ | ----- | ------- | ------- | ----- | ---------------- | ------ | ------- |
| 1991   | Leyton House Racing    | Leyton House CG911 | Ilmor 3.5 V10         | 2      | −     | −       | −       | −     | −                | −      | 37.     |
| 1992   | March F1               | March CG911B       | Ilmor 3.5 V10         | 14     | −     | −       | −       | −     | −                | 3      | 12.     |
| 1993   | Sauber                 | Sauber C12         | Ilmor 3.5 V10         | 16     | −     | −       | −       | −     | −                | 7      | 12.     |
| 1994   | Broker Sauber Mercedes | Sauber C13         | Mercedes-Benz 3.5 V10 | 3      | −     | −       | −       | −     | −                | 4      | 19.     |
| 1995   | Red Bull Sauber Ford   | Sauber C14         | Ford Zetec-R 3.0 V8   | 6      | −     | −       | −       | −     | −                | −      | 28.     |
| Gesamt | Gesamt                 | Gesamt             | Gesamt                | 41     | −     | −       | −       | −     | −                | 14     |         |

#### Einzelergebnisse
| Saison | 1   | 2   | 3   | 4   | 5   | 6   | 7   | 8   | 9   | 10  | 11  | 12  | 13  | 14  | 15  | 16  | 17 |
| ------ | --- | --- | --- | --- | --- | --- | --- | --- | --- | --- | --- | --- | --- | --- | --- | --- | -- |
| 1991   |     |     |     |     |     |     |     |     |     |     |     |     |     |     |     |     |    |
|        |     |     |     |     |     |     |     |     |     |     |     |     |     | DNF | 20  |     |    |
| 1992   |     |     |     |     |     |     |     |     |     |     |     |     |     |     |     |     |    |
| DNF    | DNF | DNF | 8   | 12  | DNF | 4   | DNF | DNF | 16  | DNF | 11  | 10  | DNF |     |     |     |    |
| 1993   |     |     |     |     |     |     |     |     |     |     |     |     |     |     |     |     |    |
| DNF    | DNF | DNF | DNF | DNF | 13  | 6   | DNF | DNF | 9   | 6   | DNF | 4   | 5   | DNF | 15  |     |    |
| 1994   |     |     |     |     |     |     |     |     |     |     |     |     |     |     |     |     |    |
| 6      | DNF | 4   | DNS | INJ | INJ | INJ | INJ | INJ | INJ | INJ | INJ | INJ | INJ | INJ | INJ |     |    |
| 1995   |     |     |     |     |     |     |     |     |     |     |     |     |     |     |     |     |    |
| DNF    | DNF | DNF | 13  |     |     |     |     |     |     |     |     |     |     |     | 10  | DNF |    |

| Legende  | Legende            | Legende                                                          |
| Farbe    | Abkürzung          | Bedeutung                                                        |
| -------- | ------------------ | ---------------------------------------------------------------- |
| Gold     | –                  | Sieg                                                             |
| Silber   | –                  | 2. Platz                                                         |
| Bronze   | –                  | 3. Platz                                                         |
| Grün     | –                  | Platzierung in den Punkten                                       |
| Blau     | –                  | Klassifiziert außerhalb der Punkteränge                          |
| Violett  | DNF                | Rennen nicht beendet (did not finish)                            |
| Violett  | NC                 | nicht klassifiziert (not classified)                             |
| Rot      | DNQ                | nicht qualifiziert (did not qualify)                             |
| Rot      | DNPQ               | in Vorqualifikation gescheitert (did not pre-qualify)            |
| Schwarz  | DSQ                | disqualifiziert (disqualified)                                   |
| Weiß     | DNS                | nicht am Start (did not start)                                   |
| Weiß     | WD                 | zurückgezogen (withdrawn)                                        |
| Hellblau | PO                 | nur am Training teilgenommen (practiced only)                    |
| Hellblau | TD                 | Freitags-Testfahrer (test driver)                                |
| ohne     | DNP                | nicht am Training teilgenommen (did not practice)                |
| ohne     | INJ                | verletzt oder krank (injured)                                    |
| ohne     | EX                 | ausgeschlossen (excluded)                                        |
| ohne     | DNA                | nicht erschienen (did not arrive)                                |
| ohne     | C                  | Rennen abgesagt (cancelled)                                      |
| ohne     | keine WM-Teilnahme |                                                                  |
| sonstige | P/fett             | Pole-Position                                                    |
| sonstige | 1/2/3/4/5/6/7/8    | Punktplatzierung im Sprint-/Qualifikationsrennen                 |
| sonstige | SR/kursiv          | Schnellste Rennrunde                                             |
| sonstige | *                  | nicht im Ziel, aufgrund der zurückgelegten Distanz aber gewertet |
| sonstige | ()                 | Streichresultate                                                 |
| sonstige | unterstrichen      | Führender in der Gesamtwertung                                   |

### Le-Mans-Ergebnisse
| Jahr | Team                   | Fahrzeug             | Teamkollege           | Teamkollege          | Platzierung             | Ausfallgrund |
| ---- | ---------------------- | -------------------- | --------------------- | -------------------- | ----------------------- | ------------ |
| 1991 | Team Sauber Mercedes   | Mercedes-Benz C11    | Michael Schumacher    | Fritz Kreutzpointner | Rang 5                  |              |
| 1992 | Peugeot Talbot Sport   | Peugeot 905 Evo 1B   | Alain Ferté           | Eric van de Poele    | Ausfall                 | Motorschaden |
| 1996 | Porsche AG             | Porsche 911 GT1      | Yannick Dalmas        | Scott Goodyear       | Rang 3                  |              |
| 1997 | Roock Racing           | Porsche 911 GT1      | Stéphane Ortelli      | Allan McNish         | Ausfall                 | Unfall       |
| 1998 | Viper Team Oreca       | Chrysler Viper GTS-R | Marc Duez             | Patrick Huisman      | Ausfall                 | Elektrik     |
| 1999 | Viper Team ORECA       | Chrysler Viper GTS-R | Olivier Beretta       | Dominique Dupuy      | Rang 10 und Klassensieg |              |
| 2000 | Viper Team ORECA       | Chrysler Viper GTS-R | Olivier Beretta       | Dominique Dupuy      | Rang 7 und Klassensieg  |              |
| 2001 | Playstation Team ORECA | Chrysler LMP 2001    | Olivier Beretta       | Pedro Lamy           | Rang 4                  |              |
| 2008 | Aston Martin Racing    | Aston Martin DBR9    | Heinz-Harald Frentzen | Andrea Piccini       | Rang 16                 |              |

### Sebring-Ergebnisse
| Jahr | Team             | Fahrzeug          | Teamkollege     | Teamkollege     | Platzierung            | Ausfallgrund |
| ---- | ---------------- | ----------------- | --------------- | --------------- | ---------------------- | ------------ |
| 2000 | Viper Team Oreca | Dodge Viper GTS-R | Olivier Beretta | Dominique Dupuy | Rang 7 und Klassensieg |              |

### Einzelergebnisse in der Sportwagen-Weltmeisterschaft
| Saison | Team                 | Rennwagen                   | 1   | 2   | 3   | 4   | 5   | 6   | 7   | 8   | 9   |
| ------ | -------------------- | --------------------------- | --- | --- | --- | --- | --- | --- | --- | --- | --- |
| 1990   | Sauber               | Sauber C9 Mercedes-Benz C11 | SUZ | MON | SIL | SPA | DIJ | NÜR | DON | MOT | MEX |
| 1990   | Sauber               | Sauber C9 Mercedes-Benz C11 | 2   | 2   |     | 1   |     |     |     | 9   |     |
| 1991   | Sauber               | Mercedes-Benz C291          | SUZ | MON | SIL | LEM | NÜR | MAG | MEX | AUT |     |
| 1991   | Sauber               | Mercedes-Benz C291          | DNF | DNF | 2   | 5   | DNF | DNF | DNF | 1   |     |
| 1992   | Peugeot Talbot Sport | Peugeot 905                 | MON | SIL | LEM | DON | SUZ | MAG |     |     |     |
| 1992   | Peugeot Talbot Sport | Peugeot 905                 | DNF |     |     |     |     |     |     |     |     |